# Stąporków

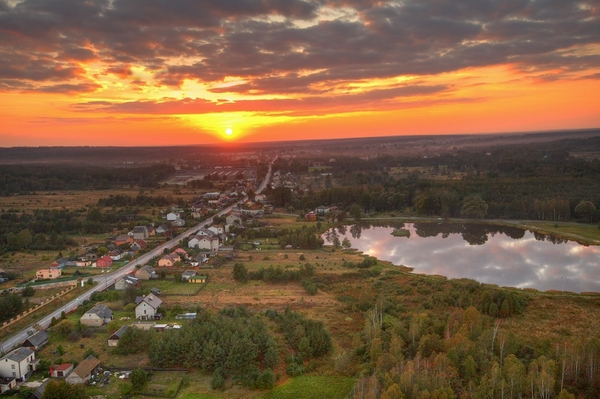
Panorama dzielnicy Stąporków-Wołów

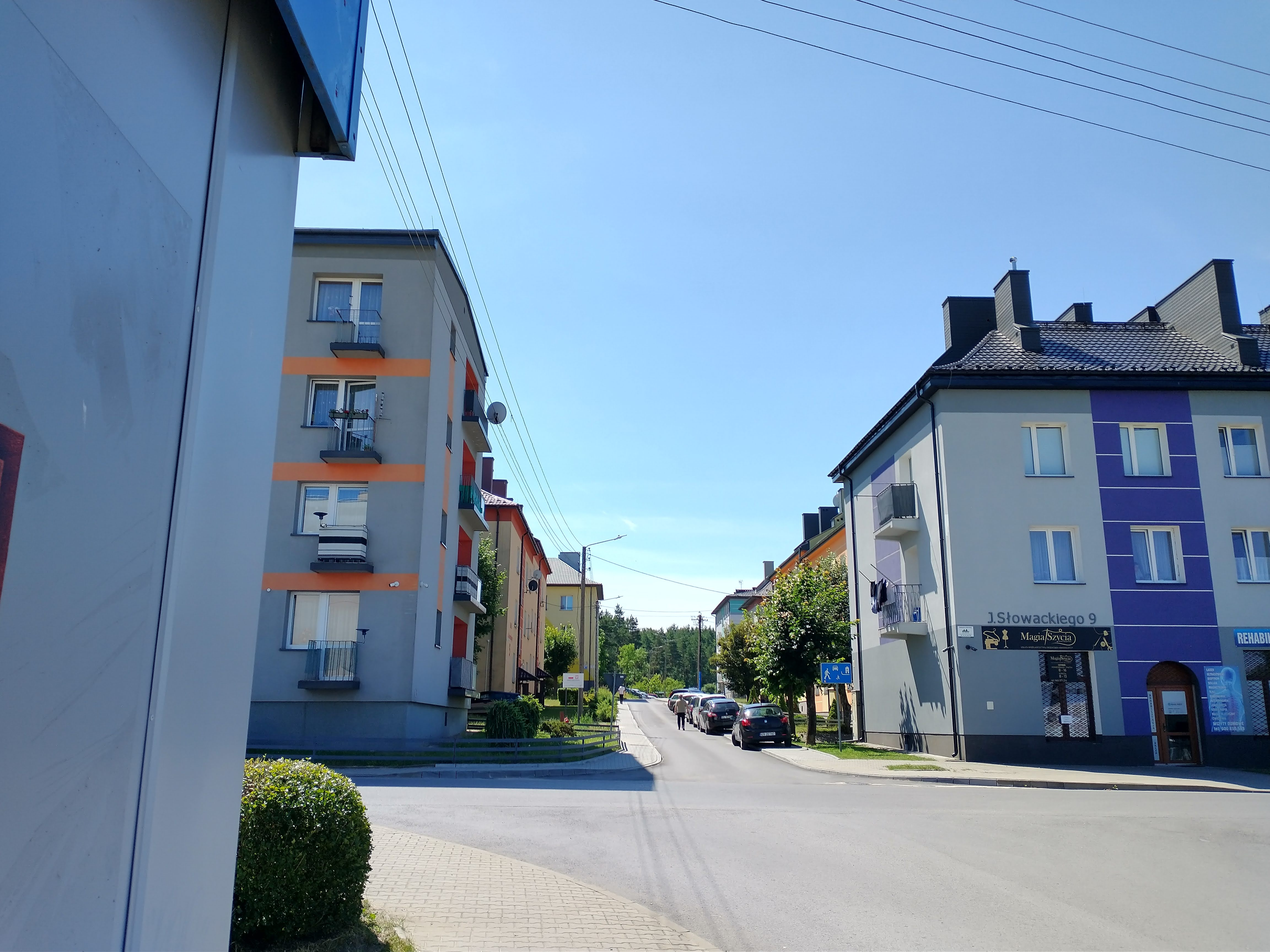
Fragment zabudowy w centrum

Stąporków – miasto w woj. świętokrzyskim, w powiecie koneckim, siedziba władz miejsko-wiejskiej gminy Stąporków. Miejscowość leży nad rzeką Czarną Konecką i jej dopływem Młynówką.
Miejscowość otrzymała prawa miejskie w 1967 roku. W latach 1975–1998 miasto administracyjnie należało do woj. kieleckiego. Według danych z 2021 roku Stąporków liczył 5274 mieszkańców.
Stąporków położony jest na obszarze dawnej ziemi sandomierskiej historycznej Małopolski, należy także do ziemi radomskiej.
Miasto jest podzielone na kilka dzielnic (obręby): Wołów, Plac Wolności, Centrum (osiedle Żeromskiego, osiedle Leśne, XXX-lecie), Koprosa, Sadykierz, Nieborów. Głównymi ulicami są: Piłsudskiego oraz Konecka.
Na terenie miasta i gminy Stąporków znajduje się podstrefa Specjalnej Strefy Ekonomicznej Starachowice, obejmująca obszar 34,1 ha i zagospodarowana w ponad 70%.
Przez miasto przechodzi  czerwony szlak turystyczny z rezerwatu przyrody Diabla Góra do Łącznej.
Stąporków jest siedzibą rzymskokatolickiej parafii Wniebowzięcia Najświętszej Maryi Panny. Wcześniej Stąporków podlegał parafii w Odrowążu.

## Historia
Miejscowość należała do ważnych ośrodków przemysłowych Zagłębia Staropolskiego. Początkiem Stąporkowa było powstanie w tym miejscu w połowie XVI w. kuźnicy Stąpor. Jej nazwa pochodziła prawdopodobnie od nazwiska właściciela. W latach 1738–1739 powstał tu wielki piec wybudowany przez kanclerza Jana Małachowskiego. W 1781 miejscowe zakłady zwiedzał hrabia Friedrich Wilhelm von Reden, zasłużony dla rozwoju przemysłu na Górnym Śląsku. W miejscowości w XVIII wieku znajdował się duży kompleks zakładów żelaznych. Piec w Stąporkowie produkował wówczas 130 cetnarów surówki tygodniowo, tj. więcej niż podobne zakłady górnośląskie. Rudę żelaza dostarczano z kilku kopalni usytuowanych od zakładów od 1/4 do 1 mili.
W 1827 Stąporków liczył 24 domostw i 131 mieszkańców.
W 1838 rodzina Małachowskich rozbudowała i unowocześniła zakład. Stary wielki piec został zastąpiony przez dwa nowocześniejsze. W latach 1876 i 1895 miały miejsce kolejne modernizacje. Pod koniec XIX wieku przedsiębiorstwo przeszły w ręce rodziny Tarnowskich. Zakład przestawiono na paliwo koksowe. Powstała prażalnia rud z ośmioma piecami oraz 2 żeliwiaki. W samym zakładzie pracowało wówczas 300 robotników, choć Słownik geograficzny Królestwa Polskiego podaje 515 pracowników w 1888 roku. W kopalniach rudy dostarczających surowca zatrudnienie znajdowało 500 kolejnych.
Pomimo zniszczeń i rekwizycji urządzeń z czasów I wojny światowej, zakład pracował do 1938 r., w latach 20. XX wieku zrezygnowano z wytopu żelaza z rudy na rzecz odlewni żeliwa, a zabudowania przetrwały do 1945, kiedy zniszczone zostały w czasie ciężkich walk o miasteczko.
Według źródeł powstałych przed 1989 rokiem 4 sierpnia 1944 roku partyzanci z oddziału 10 Brygady Armii Ludowej "Zwycięstwo" stoczyli potyczkę z żandarmerią niemiecką w rezultacie której trzech żandarmów zabito a siedmiu raniono.
Po II wojnie światowej miejscowy przemysł odbudowano. Jako pierwsze uruchomiono kopalnie rudy (Stara Góra, Edward i inne). W późniejszym okresie powstała odlewnia żeliwa, która w 1961 zatrudniała 1100 osób. Liczba ludności Stąporkowa wzrosła z 700 w 1946 do 3472 w 1961.
W 1967 Stąporków uzyskał prawa miejskie.
W starych mapach i zdjęciach można znaleźć nazwę miejscowości jako „Stomporków”.

### Zbrodnia niemiecka w 1940 r.
Pomnik przy ul. Gutów na terenie dawnej wsi Koprusa (obecnie w granicach miasta Stąporków) na polanie pomiędzy zabudowaniami mieszkalnymi. Murowany w formie prostokątnej ściany, ze ściętym, uskokowym daszkiem, na betonowej podstawie, w ogrodzeniu z łańcucha w żelaznych rurkach.
Podczas zwalczania oddziału mjr Henryka Dobrzańskiego „Hubala” na początku kwietnia 1940 r. Niemcy zamordowali w lesie serbinowskim Mariana Guta, niespełna 18-letniego chłopca walczącego w tych oddziałach. Dnia 6 kwietnia 1940 roku żandarmi zamordowali całą rodzinę jeńca: ojca, matkę i dwójkę rodzeństwa, paląc zwłoki wraz z zabudowaniami. Pomnik upamiętnia tamte tragiczne wydarzenia, zaś symboliczna mogiła rodziny Gutów znajduje się na cmentarzu w Niekłaniu.

## Architektura
Jedynym obiektem w Stąporkowie wpisanym do rejestru zabytków Narodowego Instytutu Dziedzictwa jest budynek dworca kolejowego z 1885 roku

## Oświata

### Szkoły i Przedszkola
- Publiczne Przedszkole w Stąporkowie
- Niepubliczne Przedszkole „Bajkowe Przedszkole”
- Niepubliczne Przedszkole „Słoneczko”
- Publiczna Szkoła Podstawowa nr 1 im. Kornela Makuszyńskiego w Stąporkowie
- Publiczna Szkoła Podstawowa nr 2
- Zespół Szkół Ponadpodstawowych im. Stanisława Staszica

## Wspólnoty wyznaniowe
- Kościół rzymskokatolicki:

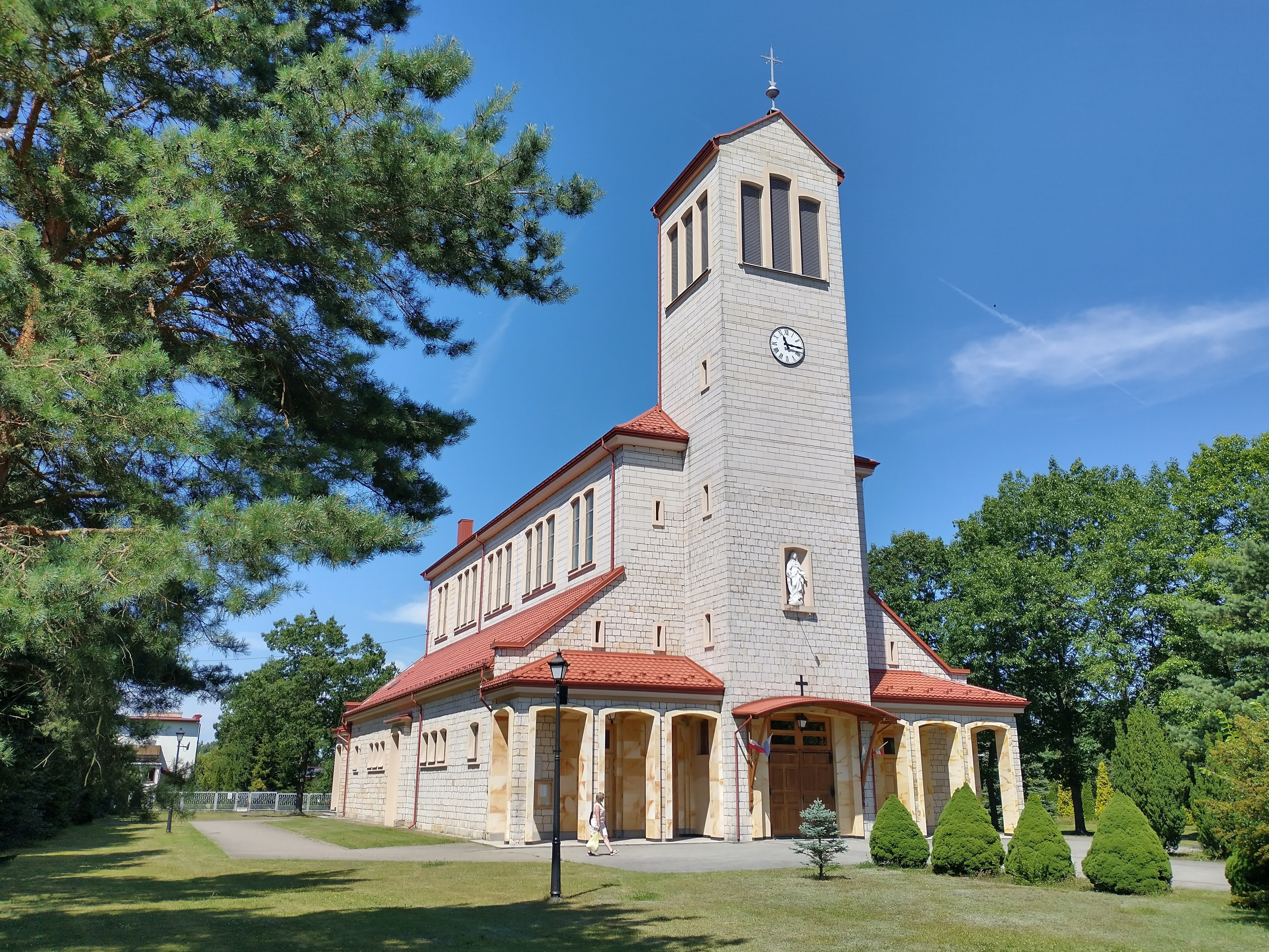
Kościół pw. Wniebowzięcia Najświętszej Marii Panny

  - parafia Wniebowzięcia Najświętszej Maryi Panny
- Świadkowie Jehowy:
  - zbór Stąporków (Sala Królestwa ul. Odlewnicza 2A)[11]

## Sport w Stąporkowie

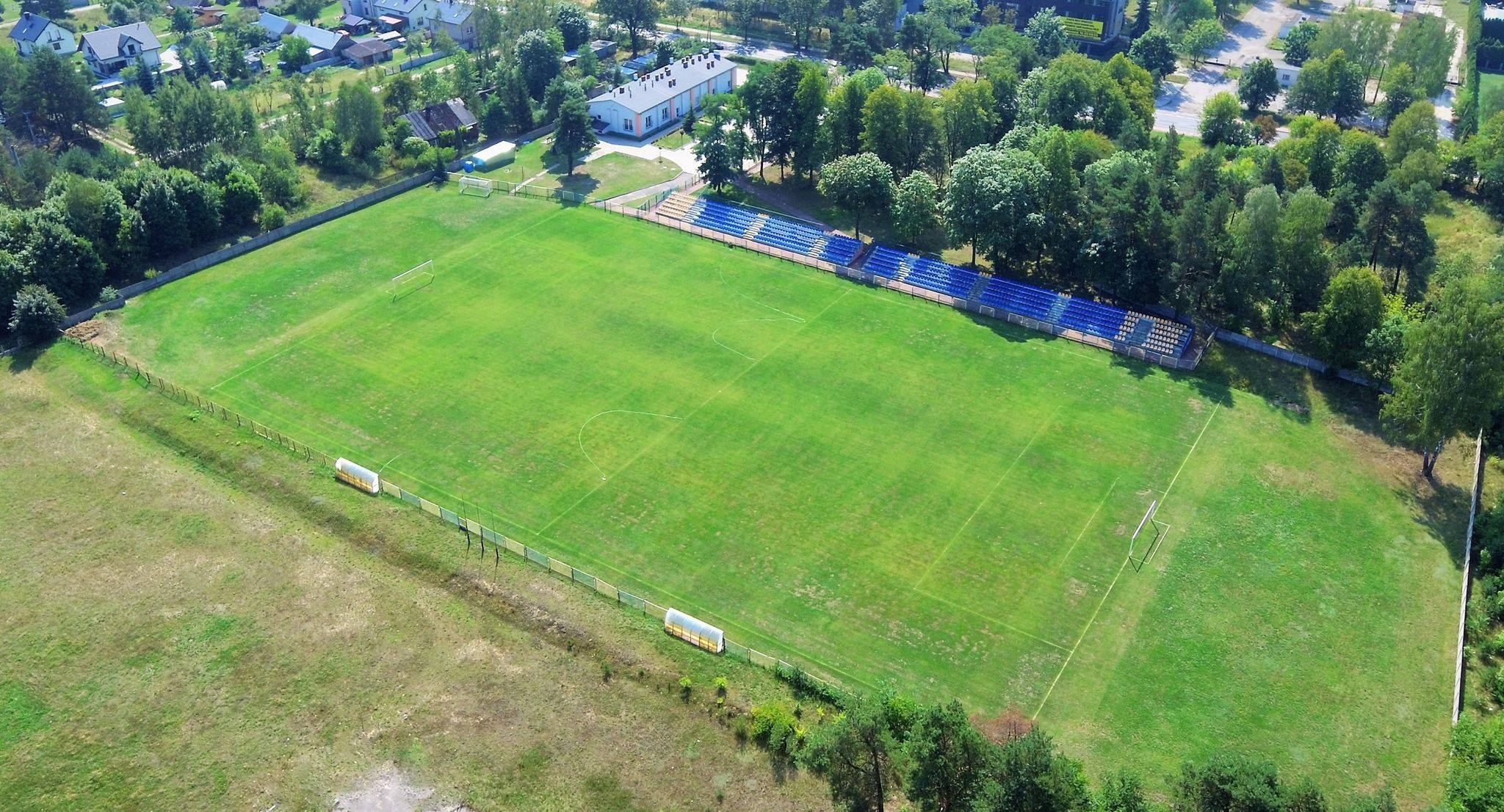
Stadion MKS-u Stąporków

MKS Stąporków (Miejski Klub Sportowy Stąporków) – polski klub sportowy ze Stąporkowa powstały w 1948 roku, jako Stal Wołów. W 1957 roku przyjął nazwę RKS Stąporków. Klub rozgrywa domowe spotkania na stadionie zarządzanym przez Miejsko-Gminny Ośrodek Kultury i Sportu w Stąporkowie. Pojemność obiektu to ok. 900 miejsc siedzących

## Demografia
31 grudnia 2014 r. Stąporków miał 5947 mieszkańców.

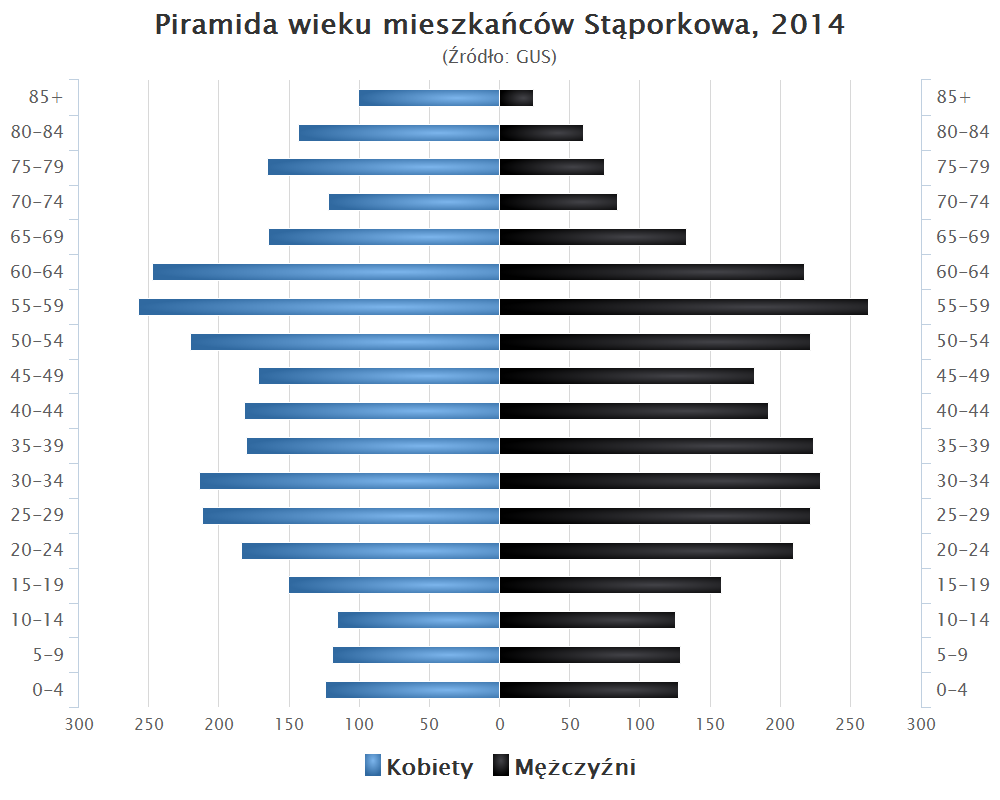
Piramida wieku mieszkańców Stąporkowa w 2014 roku

W 2021 spis powszechny ustalił liczbę mieszkańców na 5274 osób.
Na 14 marca 2024r. liczba mieszkańców wg danych Urzędu Miejskiego w Stąporkowie wynosi 5062 osoby (liczba osób zameldowanych).

## Burmistrzowie Stąporkowa

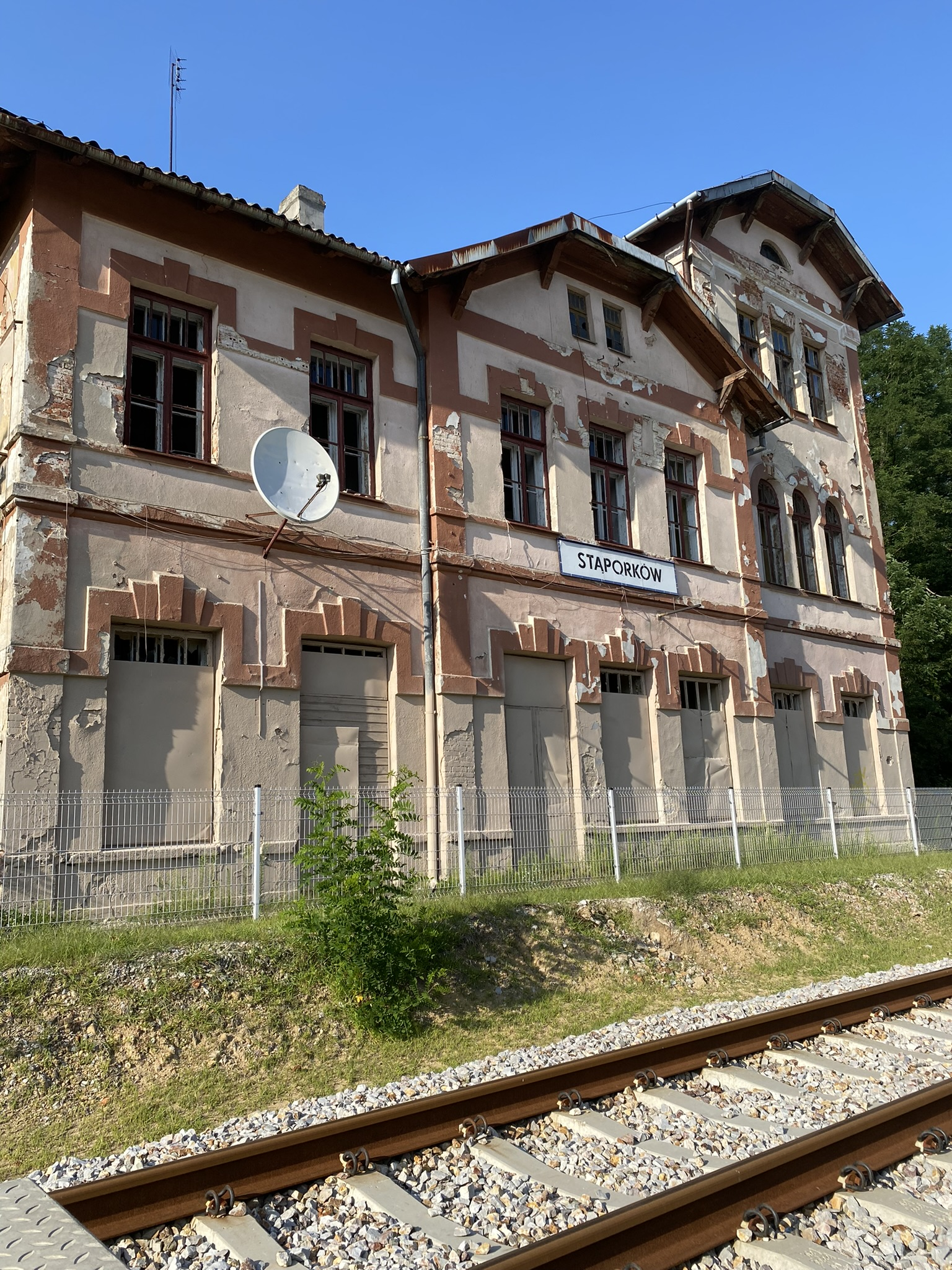
Budynek dworca kolejowego

- Zdzisław Socha (1990–1994)
- Marek Krawczyk (1994–1998)
- Leopold Garbacz (1998–2002)
- Edmund Wojna (2002–2009)
- Dorota Łukomska (2009–2024)
- Jarosław Młodawski (od 2024)